# One Last Time (Ariana Grande)
One Last Time è un singolo della cantante statunitense Ariana Grande, pubblicato il 10 febbraio 2015 come quarto estratto dal secondo album in studio My Everything.

## Descrizione
One Last Time, una power ballad dance pop, è stato scritto da Grande stessa in collaborazione con il produttore e DJ francese David Guetta: il testo parla di un ex fidanzato della cantante, che si rammarica del fatto di avergli fatto passare molti brutti momenti e ora, pur sapendo che ama un'altra ragazza, desidera passare insieme a lui un'altra serata insieme.
Il brano è stato realizzato anche in versione anglo-francese insieme al cantante Kendji Girac. Ridenominato One Last Time (attends-moi), tale versione è stata pubblicata il 10 marzo 2015. Il 26 maggio è stata invece pubblicata una versione anglo-italiana realizzata insieme al rapper Fedez.

## Video musicale
Il video, diretto da Max Landis, è stato pubblicato il 15 febbraio 2015 sul canale Vevo di Ariana, in cui si parla della fine del mondo.
Le riprese del video sono state curate anche dall'attore Matt Bennett, che aveva già collaborato con Ariana Grande interpretando insieme a lei uno dei protagonisti della sitcom di Nickelodeon Victorious. Tale video ha successivamente ottenuto la certificazione Vevo per aver superato le 100 milioni di visualizzazioni.
Il 6 febbraio 2015 è stato pubblicato il lyric video di One Last Time (attends-moi), costituito da uno sfondo composto da nuvole e dalle frasi del brano che compaiono e scompaiono.

### Accuse di plagio
In risposta alle somiglianze del video musicale del brano con quello che ha accompagnato il singolo You Are the One della band australiana Safia, Grande e Landis sono stati accusati di plagio: la somiglianza dei due video interessano i temi apocalittici a cui ruotano le clip, così come l'apertura di esso (in entrambi i video infatti si vede una ragazza che scende da un veicolo, nonostante le proteste del guidatore) e il finale (l'abbraccio di due innamorati mentre il mondo viene distrutto). Nonostante le grandi somiglianze, Landis negò di essersi ispirato al video della band.

## Accoglienza
One Last Time è stata ben accolta dalla maggior parte della critica musicale, che ha lodato soprattutto la performance vocale di Ariana. John Feraren ha dato alla canzone un voto di 4.2 stelle su 5, definendo il singolo come «un'ottima aggiunta alla lista delle migliori canzoni di My Everything», caratterizzata da una voce «sensuale e sexy che si sposa perfettamente con una musica sorprendente»; infine ha lodato Grande per la sua capacità di "trasformare ogni canzone che sembra vuota in un capolavoro". Jason Lipshutz di Billboard ha dichiarato che la canzone "dimostra tutta la maturità musicale della cantante racchiusa nell'album".

## Esibizioni dal vivo
La canzone è stata presentata per la prima volta dal vivo il 1 febbraio 2015 durante il The Tonight Show e in seguito anche durante l'halftime show alla NBA All-Star Game il 15 febbraio 2015; il singolo è stato incluso successivamente anche nella scaletta per il suo tour mondiale, il The Honeymoon Tour.
Il 6 giugno 2015 la Grande ha eseguito il brano al Summertime Ball, pubblicandone successivamente il video sul suo canale Vevo.

## Tracce
Testi e musiche di David Guetta, Savan Kotecha, Giorgio Tuinfort, Rami Yacoub e Carl Falk.
Download digitale, CD promozionale (Europa)
1. One Last Time – 3:17

Download digitale (Francia)
1. One Last Time (attends-moi) (feat. Kendji Girac) – 3:14

Download digitale (Italia)
1. One Last Time (feat. Fedez) – 3:15

## Successo commerciale
Originariamente uscito promozionalmente il 22 agosto 2014, One Last Time ha raggiunto l'undicesima posizione della Bubbling Under Hot 100 statunitense, passando poi all'80º posto della Billboard Hot 100, raggiungendo successivamente il 13º posto.
Nel Regno Unito, inizialmente, il brano si posizionò al numero 24 della Official Singles Chart nella settimana del 20 giugno 2015. Tuttavia, in seguito all'attentato di Manchester del 22 maggio 2017, avvenuto al termine di un concerto della cantante, la canzone ha riacquistato popolarità, inducendo l'interprete a ripubblicarla come singolo a scopo benefico; così, grazie anche all'organizzazione del concerto One Love Manchester, ha raggiunto un nuovo picco alla seconda posizione della classifica nella pubblicazione del 15 giugno 2017.

## Classifiche

### Classifiche settimanali
| Classifica (2015-17) | Posizione massima |
| -------------------- | ----------------- |
| Australia            | 15                |
| Austria              | 55                |
| Belgio (Fiandre)     | 22                |
| Belgio (Vallonia)    | 10                |
| Canada               | 12                |
| Danimarca            | 19                |
| Francia              | 10                |
| Germania             | 60                |
| Irlanda              | 15                |
| Italia               | 6                 |
| Norvegia             | 22                |
| Nuova Zelanda        | 22                |
| Paesi Bassi          | 11                |
| Polonia              | 15                |
| Regno Unito          | 2                 |
| Repubblica Ceca      | 7                 |
| Slovacchia           | 8                 |
| Spagna               | 11                |
| Stati Uniti          | 13                |
| Svezia               | 22                |
| Svizzera             | 25                |

### Classifiche di fine anno
| Classifica (2015) | Posizione |
| ----------------- | --------- |
| Australia         | 89        |
| Belgio (Fiandre)  | 79        |
| Belgio (Vallonia) | 24        |
| Canada            | 57        |
| Danimarca         | 71        |
| Francia           | 33        |
| Italia            | 28        |
| Paesi Bassi       | 47        |
| Stati Uniti       | 67        |
| Svezia            | 69        |